# ライブドアブックス
ライブドアブックス (livedoor BOOKS) は、買う市株式会社が運営していたインターネット書店である。特に中古本に力を入れており、インターネットで安心して購入可能な書店を経営方針に掲げていた。

## 沿革
- 2007年 - 株式会社カウイチ（後に買う市に社名変更）がライブドアと業務提携を結ぶ形でlivedoor BOOKSをスタート。
- 2013年4月 - ライブドアの商標を引き継いだNHN Japanとの間で業務提携を解消。livedoor BOOKSのサービスは終了した。